# バイアスロン競技日本選手権大会
バイアスロン競技日本選手権大会（―きょうぎにほんせんしゅけんたいかい）は、毎年3月上旬頃に札幌市・西岡バイアスロン競技場で開催されるバイアスロンの全国大会である。主催は日本バイアスロン連盟（2010年度までは日本近代五種・バイアスロン連合）。
1965年に第1回大会が開催された。
1日目にスプリント、2日目にリレーが行われる。スプリントはジュニア部門も実施され、ジュニアオリンピックも兼ねて行われる。
距離は男子スプリント10km、女子スプリント7.5km、男子リレー7.5km×4、女子リレー6km×4で行われる。